# 瞿木田
瞿木田（1958年—），湖北省孝感市孝南区人，1976年2月入伍，中国人民武装警察部队交通指挥部原副司令员（副军级，武警少将警衔）。
2015年11月13日，中国人民解放军官网“中国军网”发布消息，经中央军委纪委批准，武警部队纪委对瞿木田涉嫌严重违纪问题进行立案调查，日前已将其涉嫌犯罪问题及线索移送军事检察机关立案侦查。报道显示，瞿木田是中共十八大以来武警交通指挥部继原司令员刘占琪、原政委王信、原总工程师缪贵荣之后，第四个落马的副军级以上干部，该部门也因此成为腐败“重灾区”，而瞿木田也与之前落马的三人有工作上的交集。